# Plaza de la Paz (Lérida)
La plaza de la Paz es una de las principales, más antiguas y representativas de Lérida, España. Está situada en el barrio Rambla de Ferran - Estación y en ella se encuentra el Gobierno Civil de Lérida.

## Historia
Esta plaza es modernista, tiene una superficie de 2100 m² (1370 m² de pavimento y 730 m² de zonas verdes), es obra del arquitecto Domènech i Torres y está situada entre la Rambla Francesc Macià y la avenida del Segre.
El 26 de febrero de 2010 se volvió a inaugurar. Fue remodelada después de la riada de 1982, aunque con el paso del tiempo se ha ido deteriorando el pavimento. Es por ello que, ahora, el objetivo de esta remodelación se ha centrado en la reurbanización de este pavimento, además de la mejora de las zonas verdes y el alumbrado público, aunque manteniendo la arquitectura inicial de la plaza.
Así pues, el pavimento de hormigón de tres colores que había hasta ahora, que reproducía diversas formas estrelladas, se ha cambiado por uno de piedra caliza de tres colores también que reproduce las mismas formas del pavimento original. Para mejorar el alumbrado se han cambiado las luminarias existentes por otras nuevas que se adaptan a los criterios de sostenibilidad y medidas contra la contaminación lumínica. Se han colocado 20 luminarias y 4 columnas. En este sentido, también se han restaurado las dos luminarias que presiden la plaza de la Paz, que datan de 1982 y que se ubican una a cada lado del edificio de la Subdelegación del Gobierno. Además, se han vuelto a colocar los 18 bancos existentes y se han puesto 7 papeleras nuevas. Cabe destacar que, con esta actuación se han recuperado las tres fuentes que había en la plaza, que son la fuente del Niño y la tortuga, la fuente grande y la fuente pequeña.

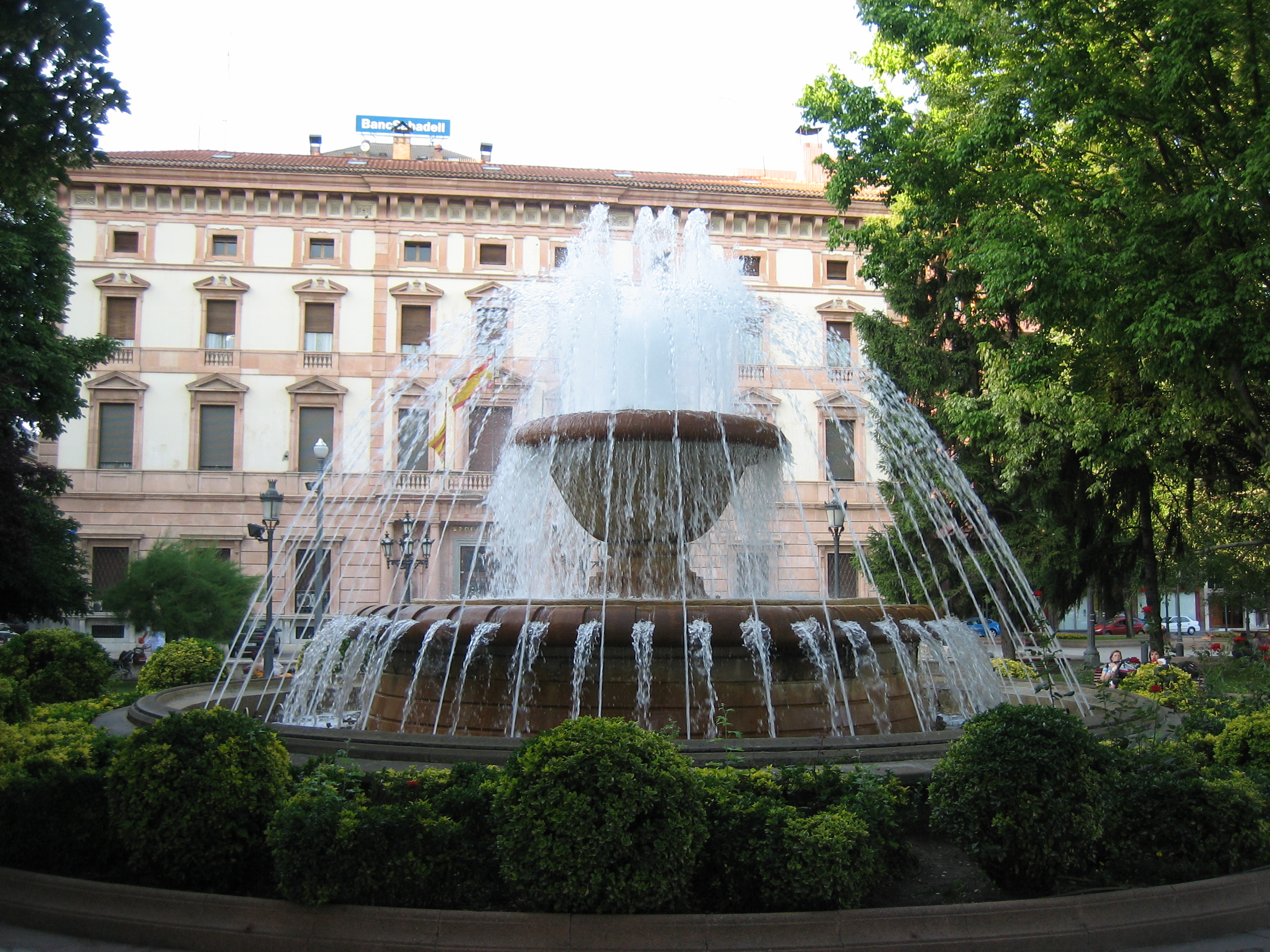
Fuente de la Plaza de la Paz Grande.

La plaza contiene tres fuentes ornamentales:
- Fuente Grande

- Fuente Pequeña

- Fuente del Niño con la Tortuga

## Transporte
La plaza es también uno de los principales puntos de unión de varias líneas de autobuses urbanos.

### Líneas de autobús
- 1 Interior
- 2 Ronda
- 3 Pardiñas
- 4 Mariola
- 5 La Bordeta
- 8 Baláfia - Gualda
- 9 Hospitales
- 13 Cappont

## Curiosidades
Cuando el Real Madrid gana la liga, la Copa del Rey o se lleva algún título, se celebra en esta plaza.

## Galería fotográfica

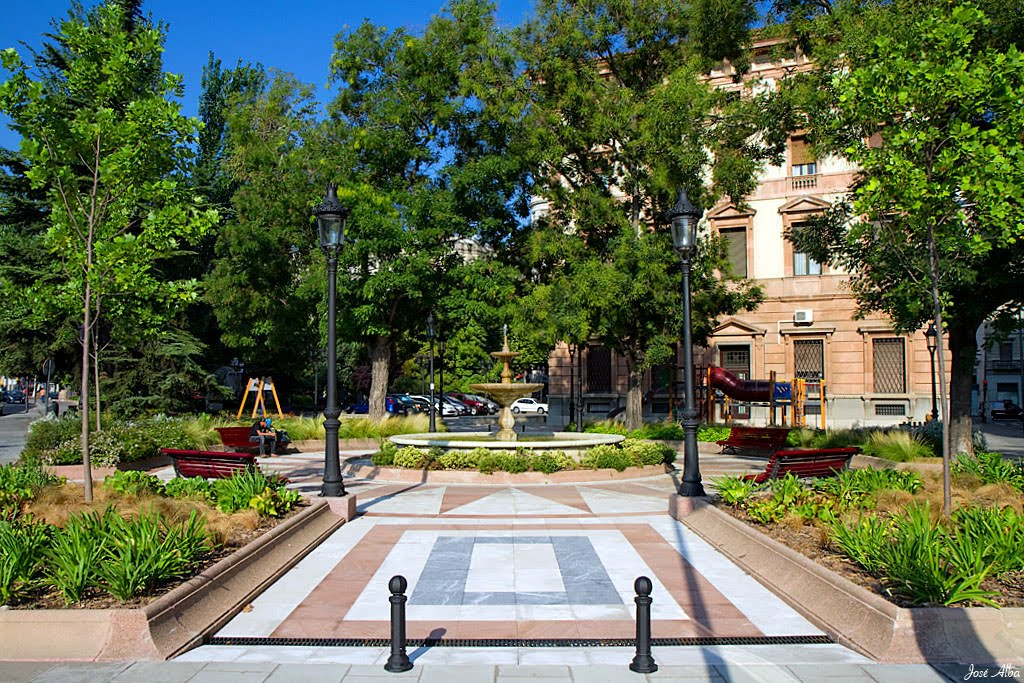
Fuente Pequeña
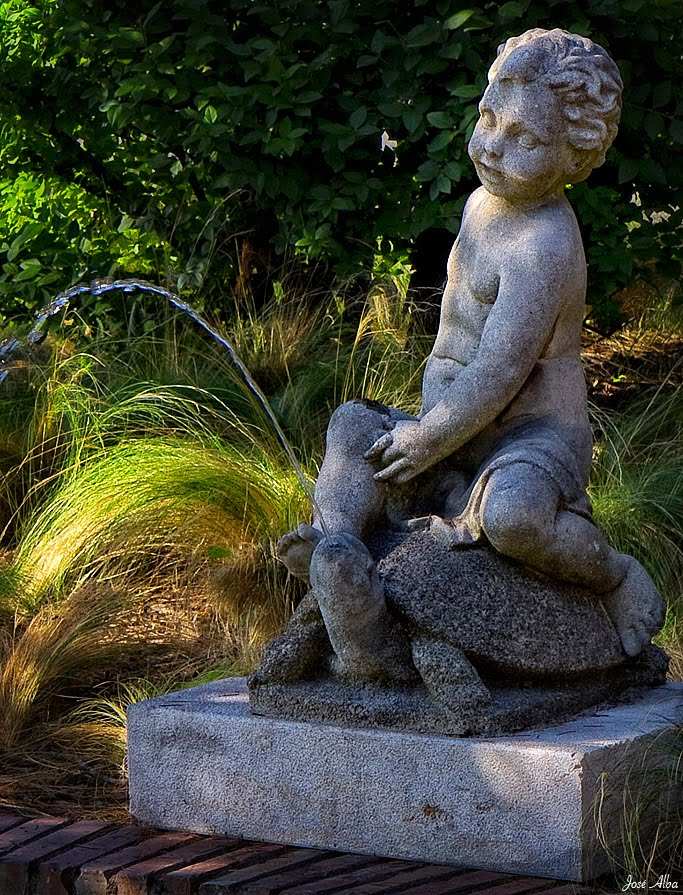
Fuente del Niño con la Tortuga